# Nikolai Frederik Severin Grundtvig
Nikolai Frederik Severin Grundtvig, né le 8 septembre 1783, mort le 2 septembre 1872, est un pasteur luthérien, écrivain, poète, linguiste, historien, et pédagogue danois. Initiateur des écoles populaires (Højskole), il est considéré comme le père de la formation tout au long de la vie ou formation continue.

## Biographie

### Jeunesse et formation
Appelé Frederik plutôt que Nikolaj par ses proches, N. F. S. Grundtvig est né à Udby, dans le foyer du pasteur luthérien de cette localité, Johan Ottosen Grundtvig (1734-1813). Il est élevé dans une atmosphère très religieuse, bien que sa mère ait également eu un grand respect pour les vieilles légendes et traditions scandinaves. Son éducation est influencée à la fois par les idées du siècle des Lumières européen, par le romantisme allemand et par les traditions et l'histoire ancienne des pays scandinaves.
En 1791, il est envoyé à Thyregod dans le Jutland du Sud pour vivre et étudier avec le pasteur Laurids Svindt Feld (1750-1803). Il a ensuite étudié à l'école de la cathédrale de Aarhus (Aarhus Katedralskole (en)), de 1798 jusqu'à l'obtention de son diplôme. En 1800, il part à Copenhague pour étudier la théologie et entre à l'université de Copenhague en 1801. À la fin de ses études, Grundtvig a commencé à étudier la langue islandaise et les sagas islandaises.

### Carrière
En 1805, Grundtvig prend un poste de précepteur dans une famille de l'île de Langeland. Pendant trois ans, il utilise son temps libre pour étudier les écrivains William Shakespeare, Friedrich Schiller, et Fichte. En 1802, son cousin, le philosophe Henrich Steffens, revient à Copenhague plein de l'enseignement de Friedrich Wilhelm Joseph von Schelling. Ses conférences et les premiers poèmes de Adam Oehlenschläger ouvrent les yeux de Grundtvig sur la nouvelle ère de la littérature. Sa première œuvre, Sur les chants dans l'Edda, n'attire pas l'attention.
De retour à Copenhague en 1808, Grundtvig remporte un plus grand succès avec sa Mythologie nordique, et de nouveau en 1809 avec un long drame, La Chute de la vie héroïque dans le Nord. Grundtvig dénonce hardiment le clergé de la ville dès son premier sermon en 1810. Lorsqu'il publie le sermon par écrit trois semaines plus tard, les autorités ecclésiastiques exigent qu'il soit réprimandé .
En 1810, Grundtvig vit une crise religieuse et se convertit à un luthéranisme bien ancré. Il se retire dans la paroisse de campagne de son père à Udby en tant qu'aumônier. Sa nouvelle conviction a été exprimée dans sa Chronique du Premier Monde (Kort Begreb af Verdens Krønike i Sammenhæng) de 1812, une présentation de l'histoire européenne dans laquelle il a tenté d'expliquer comment la croyance en Dieu a été considérée tout au long de l'histoire humaine et dans laquelle il a critiqué l'idéologie de nombreux Danois éminents,. Elle lui a valu une grande notoriété auprès de ses pairs et lui a coûté plusieurs amis, notamment l'historien Christian Molbech. À la mort de son père en 1813, Grundtvig a demandé à être son successeur dans la paroisse, mais sa demande a été rejetée.
Dans les années suivantes, son rythme de publication est stupéfiant : outre un flot continu d'articles et de poèmes, il écrit un certain nombre de livres, dont deux autres histoires du monde (1814 et 1817), le long poème historique "Roskilde-Riim" ("Rime de Roskilde", 1813) et un commentaire de la taille d'un livre, "Roskilde Saga". De 1816 à 1819, il a été rédacteur en chef et presque seul collaborateur d'une revue philosophique et polémique intitulée "Danne-Virke", qui publiait également de la poésie.
De 1813 à 1815, il tente de former un mouvement pour soutenir les Norvégiens contre la domination suédoise. Plus tard, il prêche sur la façon dont la faiblesse de la foi danoise a causé la perte de la Norvège en 1814. Ce sermon est accueilli de façon enthousiaste à Copenhague. Grundtvig arrête ensuite de prêcher parce qu'il n'a pas de paroisse à lui et que les autres églises ne veulent pas. En 1821, il reprend brièvement la prédication lorsqu'on lui accorde le droit de vivre à Præstø, et il retourne à la capitale l'année suivante.

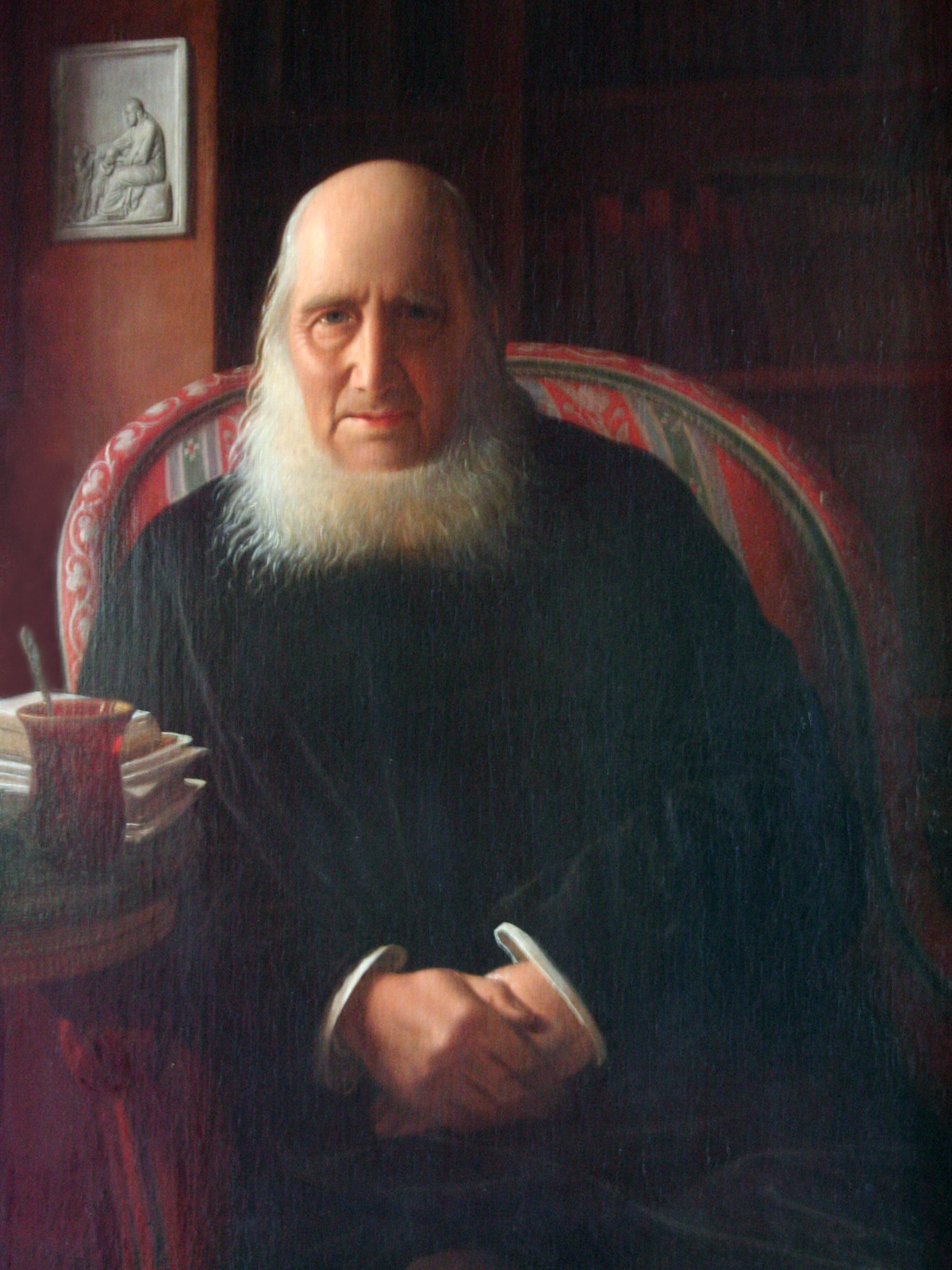
N. F. S. Grundtvig par Constantin Hansen.

En 1825, Grundtvig publie un pamphlet intitulé La Réplique de l'Église (Kirkens Gienmæle), en réponse aux travaux de Henrik Nicolai Clausen sur les doctrines, les rites et les constitutions du protestantisme et du catholicisme romain. Professeur de théologie à l'université de Copenhague, Clausen fait valoir que bien que la Bible soit le principal fondement du christianisme, elle n'exprime pas suffisamment sa pleine signification. Il a décrit l'église comme une « communauté visant à faire progresser la religiosité générale ». Dans sa réponse, Grundtvig dénonce Clausen comme un professeur anti-chrétien et soutient que le christianisme n'était pas une théorie à construire par des érudits à partir de la Bible. Il remet en question le droit des théologiens à interpréter la Bible,. Accusé d'avoir insulté Clausen, Grundtvig renonce à son poste pastoral en 1826. Il est condamné à une amende le 30 octobre 1826 pour diffamation, et l'Église du Danemark lui interdit de prêcher à vie, mais cette censure sera levée en 1837. Pendant cette période, il publie une série d'ouvrages théologiques, et se rend trois fois en Angleterre (1829-31) où il étudie le vieil anglais.
En 1832, Grundtvig revient au ministère actif. En 1839, il est nommé pasteur de l'église de l'hospice de Vartov à Copenhague, poste qu'il occupera jusqu'à sa mort. Entre 1837 et 1841, il publia Sang-Værk til den Danske Kirke (Œuvre de chant pour l'Église danoise), un vaste recueil de cantiques. En 1838, il publia une sélection de vers scandinaves anciens. En 1840, il publie le poème anglo-saxon en vieil-anglais Le Phénix, avec une traduction danoise. En 1843, il se rendit en Angleterre pour la quatrième fois,.
De 1844 à la fin de la première guerre de Schleswig, Grundtvig joue un rôle important dans la politique danoise, passant de conservateur à libéral. D'abord monarchiste convaincu et opposé au libéralisme de la bourgeoisie danoise favorable à l'Allemagne, il participe néanmoins à la révolution bourgeoise de 1848. En 1848, il a fait partie de l'Assemblée constituante danoise qui a rédigé et adopté la première Constitution du Danemark, introduisant ainsi la monarchie constitutionnelle. Il est membre du parlement danois de 1850 à 1858. En 1866, après la débâcle de la Guerre des Duchés, il fait un retour tardif à la politique (il a alors 83 ans) et se distingue comme chef de l'opposition de gauche. Au cours de sa carrière politique, il se fait connaître en défendant la liberté religieuse et la liberté d'enseignement, ainsi que le mouvement d'émancipation des femmes en plein essor. Son désir de liberté s'est manifesté par une attitude extrêmement libérale.
En 1861 - cinquante ans après son ordination, Grundtvig est nommé, de manière honorifique, évêque de Seeland (la principale île du Danemark) par le roi Frederik VII en reconnaissance de l'œuvre de sa vie, mais sans siège épiscopal. Il devient donc, nominalement, le Primat de l'Église du Danemark.
Il continue à écrire et à publier jusqu'à sa mort. Il prêche également depuis sa chaire de l'église de Vartov tous les dimanches jusqu'à quelques jours avant sa mort. Sa prédication y attire de grandes assemblées, et il fait des adeptes. Son recueil de cantiques apporte un grand changement dans les services religieux danois, remplaçant les lentes mélodies luthériennes traditionnelles par des hymnes nouveaux écrits par des poètes nationaux. En tout, Grundtvig a écrit ou traduit environ 1 500 hymnes, dont certains restent très connus.

### Famille
Frederik Grundtvig s'est marié trois fois, la première fois en 1818, avec Elisabeth Blicher (1787-1851), une fille de pasteur, qui lui donne trois enfants. Sa deuxième femme, Marie Toft (1813-1854), fille d'un propriétaire terrien, décède quelques mois après avoir donné naissance à un fils. En 1858, dans sa soixante-seizième année, il épouse Asta Reedtz (1826-1890), issue d'une vieille famille aristocratique danoise.
Son fils Svend Grundtvig (1824-83) a recueilli et édité des ballades danoises.

## Pensée de Grundtvig

### Théologie
Grundtvig se veut et se proclame toujours pasteur et non théologien, ce qui reflète la distance entre ses idées et la théologie universitaire.
Le développement de sa réflexion théologique s'est néanmoins poursuivi tout au long de sa vie. Il est passé d'une théologie revivaliste en 1810 à une adhésion au christianisme établi et sacramentel, mais il est en même temps passé de la vision du monde d'un luthérien conservateur à celle d'un réformateur.
La principale caractéristique de sa théologie était la substitution de l'autorité de la "parole vivante" (biblique) aux commentaires savants.
Influencé par Johann Gottfried von Herder, Grundtvig a prôné un renouveau du luthéranisme contre le rationalisme qui dominait son époque, y compris dans la pensée religieuse, ce qui l'amené à se poser en critique et opposant de plusieurs penseurs :
- le théologien rationaliste Henrik Nicolai Clausen (1793-1877), qui était influencé par la théologie de la médiation de Schleiermacher,
- le philosophe danois Sören Kierkegaard (1813-1855) et
- le théologien islandais Magnús Eiríksson (1806-1881).

En 1860, il publie un long poème Christenhedens Syvstjerne ("Les sept étoiles du christianisme"), inspiré par les lettres aux sept Églises d'Asie de l'Apocalypse de Jean. Dans le poème, six grandes églises sont mentionnées : la juive (les judéo-chrétiens), la grecque, la romaine, l'anglaise, l'allemande et la nordique, mais il ne dévoile pas ce que doit être le septième.

### Réflexion sur l'éducation
Grundtvig est le père idéologique du lycée populaire, bien que ses propres idées sur l'éducation aient un autre objectif. Il a préconisé la réforme de l'Académie Sorø, qui était en difficulté, pour en faire une école populaire visant une autre forme d'enseignement supérieur que ce qui était courant à l'université. Il pense que l'université, plutôt que de former des érudits, doit former ses étudiants à une participation active dans la société et la vie populaire : les compétences pratiques ainsi que la poésie et l'histoire nationales doivent donc constituer une partie essentielle de l'enseignement. Cette idée a failli être mise en œuvre sous le règne du roi Christian VIII, dont l'épouse Caroline Amalie était une ardente partisane de Grundtvig. La mort du monarque en 1848 et l'évolution politique dramatique du Danemark au cours de cette année et des années suivantes ont mis un terme à ces projets. Cependant, à cette époque, l'un des partisans de Grundtvig, Kristen Kold, avait déjà créé le premier lycée populaire.
Les ambitions de Grundtvig en matière de réforme scolaire ne se limitaient pas au lycée populaire. Il rêvait également de créer une grande université nordique (l'école de la passion) qui serait située au point d'intersection symbolique entre les trois pays scandinaves à Göteborg, en Suède. Les deux piliers de son programme scolaire, l'École de la vie (lycée populaire) et l'École de la passion (université), s'adressaient à des horizons de vie très différents. L'éducation populaire doit être principalement enseignée dans un horizon national et patriotique de compréhension, tout en gardant toujours un esprit ouvert vers une perspective culturelle et interculturelle plus large, tandis que l'université doit travailler dans une perspective strictement universelle, c'est-à-dire humaine et scientifique.
Le dénominateur commun de tous les efforts pédagogiques de Grundtvig était de promouvoir un esprit de liberté, de poésie et de créativité disciplinée, dans toutes les branches de la vie éducative. Il a promu des valeurs telles que la sagesse, la compassion, l'identification et l'égalité. Il s'est opposé à toute contrainte, y compris les examens, comme étant mortifère pour l'âme humaine. Grundtvig préconise plutôt de libérer la créativité humaine selon l'ordre universellement créatif de la vie. Seules les mains volontaires font du travail léger. Par conséquent, un esprit de liberté, de coopération et de découverte devait s'enflammer chez les individus, dans la science et dans la société civile dans son ensemble

### Philosophie politique
N. F. S Grundtvig a été inspiré par l'idée d'éducation populaire. Il préconise une vision émancipatrice qui, après le traumatisme national de 1864 (la guerre germano-danoise qui se termine par la perte définitive des duchés de Schleswig-Holstein), peut se résumer par cette formule : « ce qui a été perdu à l'extérieur doit être retrouvé à l'intérieur. » La crise nationale du Danemark est pour lui une occasion de trouver une identité nationale.
Grundtvig considère le peuple danois comme un peuple élu et retrace l'origine du peuple danois jusqu'aux tribus de l'Ancien Testament. Ce faisant, il s'est appuyé sur une tradition d'interprétation gothique-nordique. Il appelle lui-même sa méthodologie une science historique, le Vidskab. Avec elle, l'histoire du monde, le salut et sa propre vie sont interprétés et mis en parallèle les uns avec les autres. Au lieu de l'empirisme, Grundtvig utilise « une théorie esthétique de la perception » et légitime ses conclusions au moyen de traditions mythiques. Selon Inga Meincke, Grundtvig se voit dans "une tradition ininterrompue à l'échelle visionnaire de l'Edda (...), il se concède exclusivement la capacité nécessaire à la vision historique nordique. En nommant Dieu comme son témoin de vérité, il développe une stratégie de légitimation dans laquelle sa propre vie devient l'objet sur lequel Grundtvig préfère pratiquer sa science historique-poétique. Néanmoins, Grundtvig ne se sent pas obligé d'être précis dans ses écrits autobiographiques ; ce n'est qu'au travers du retravail sur le texte que le caractère symbolique de sa vie se révèle".
Grundtvig a opposé le siècle des Lumières à son concept d'identité culturelle nationale (Folkelighed). Il comprend la Révolution française comme une crise du christianisme. En revanche, dit-il, la société danoise n'a pas besoin de politique, et l'absolutisme éclairé est la forme de gouvernement appropriée. Cependant, Grundtvig devient ultérieurement un fervent défenseur de la démocratie et il travaille à la première constitution danoise de 1849. Les Lumières, en revanche, ont pu être gagnées grâce à la science historique-poétique, dont le prophète Grundtvig faisait partie. Les idées de Grundtvig sur une histoire mondiale et une cour mondiale étaient déterminées par l'image de la crise. Cette crise se situe entre le dernier âge d'or (Guldalder) et le prochain Gylden-Aar (l'année Gülden). Afin de surmonter la crise, le peuple danois devait "prouver son identité", ce pour quoi Grundtvig a complété le concept de communauté d'origine par celui de communauté de conviction. En tant que Danois, l'homme est en effet déjà anobli par son ascendance, mais en esprit, l'individu ne peut appartenir à la nation danoise que par un acte d'adhésion.
Bien que les idées de Grundtvig ne contiennent pas explicitement d'orientation politique partisane, elles sont traditionnellement associées au Danemark à une attitude de base libérale démocratique et chrétienne-existentialiste. Tous les partis s'en réclament, bien qu'ils ne mettent pas nécessairement en avant les mêmes aspects de la pensée de Grundtvig. Les idéaux d'éducation populaire de Grundtvig ont traditionnellement été mis en avant par les partis Venstre (droite libérale) et Radical Venstre (centre gauche), mais Grundtvig est toujours une source d'inspiration pour les politiciens des autres partis : Parti populaire conservateur, Parti social-démocratie, Parti populaire socialiste et, ces dernières années, également Parti populaire danois. Partisans comme opposants de l'Union européenne invoquent Grundtvig, selon des interprétations différentes.
Le concept d'identité culturelle nationale (Folkelighed) de Grundtvig est actuellement repris par les théoriciens d'extrême droite, en particulier par la Nouvelle Droite, et associé à des expressions de la pensée populaire. En Allemagne, le magazine national-révolutionnaire Wir selbst, Zeitschrift für nationale Identität, et son successeur Volkslust en particulier ont tenté de reprendre le vocabulaire et les idées de Grundtvig afin de les relier aux idéologies populaires et de les rendre "socialement acceptables".

## Œuvre littéraire et historique

### Beowulf et la littérature anglo-saxonne
En 1815, Grímur Jónsson Thorkelin avait publié la première édition de l'épopée de Beowulf, en traduction latine, sous le titre De Danorum rebus gestis secul. III & IV : Poëma Danicum dialecto Anglosaxonica. Malgré sa faible connaissance de la littérature anglo-saxonne, Grundtvig découvre rapidement un certain nombre de défauts dans la façon dont Thorkelin traduisait les poèmes. Après son débat animé avec Thorkelin, Johan Bülow (1751-1828), qui avait parrainé l'œuvre de Thorkelin, proposa de soutenir une nouvelle traduction de Grundtvig - cette fois-ci en danois. Le résultat, Bjovulfs Drape (1820), est la première traduction complète de Beowulf dans une langue moderne, puisqu'on n'avait jusque là que des traductions en anglais moderne de certains passages du poème, dues à Sharon Turner et publiées en 1805.
Grundtvig a ensuite exploré la vaste littérature anglo-saxonne qui a survécu en vieil anglais et en latin, en poésie comme en prose. Il a ainsi révélé la spiritualité de l'Église primitive en Europe du Nord. Grundtvig a été très influencé par ces anciens modèles de pensée chrétienne et historique (notamment l'Histoire ecclésiastique de Bede, écrite en latin au VIIIe siècle). Utilisant les ressources de la Bibliothèque royale de Copenhague et des bibliothèques des universités d'Exeter, d'Oxford et de Cambridge lors de trois visites estivales successives en Angleterre (1829-31), il a ensuite réalisé des transcriptions de deux des quatre grands codex de la poésie anglo-saxonne : le Livre d'Exeter et le codex désigné Junius 11 de la Bodleian Library d'Oxford. Bien qu'il ait pensé à les publier, ce projet n'a jamais été réalisé. Beowulf et la littérature anglo-saxonne continuèrent à être une source d'inspiration majeure pour Grundtvig,,.
Les travaux de Grundtvig sur la philologie scandinave l'ont conduit à se ler d'amitié avec le linguiste féroïen V. U. Hammershaimb, qui a développé la nouvelle langue écrite féroïenne. L'influence de Grundtvig est ici primordiale. Il est en correspondance constante avec Hammershaimb jusqu'à sa mort en 1883. Le fils de Grundtvig Svend Grundtvig poursuivra le travail de son père et publiera les Ballades féroïennes.

### Œuvre poétique
Grundtvig a publié de nombreux poèmes, de 1816 à 1819, dans sa revue Danne-Virke.
En 1824, sa plus grande œuvre poétique, Nyaars-Morgen ("Matin du Nouvel An"), est publiée. C'est un grand poème autobiographique et prophétique qui exprime en dix chants son développement personnel et son grand espoir pour l'avenir de la Scandinavie. Le langage métaphorique de l'œuvre est basé sur les saisons et les heures du jour, le contraste entre la lumière et l'obscurité, la chaleur et le froid, la vie et la mort.
À cela s'ajoute son recueil de cantiques, Sang-Værk til den Danske Kirke (Œuvre de chant pour l'Église danoise), qui comporte 400 cantiques. Il en compose au total 1 500

### Œuvre historique
En 1812, 1814 et 1817, Grundtvig publie Udsigt over Verdens-Krøniken. C'est une vision de l'histoire du monde dans laquelle il combine ses trois domaines d'intérêt études historiques, poésie et théologie en un seul ouvrage et décrit les liens entre les trois disciplines.
De 1815 à 1821, Grundtvig a traduit plusieurs volumes de la chronique Gesta Danorum du curé danois Saxo Grammaticus ainsi que des ouvrages de Snorre.
En 1832, il publie sa Mythologie du Nord (Nordens Mythologi eller Sindbilled-Sprog - Historisk-Poetisk udviklet og oplyst af N. F. S. Grundtvig), où il combine poésie et études historiques.
En 1838, Grundtvig a commencé ses "conférences historiques", une série de conférences sur l'histoire de l'Europe. En même temps, il a pris l'habitude de commencer une conférence en chantant un de ses psaumes et ses auditeurs se sont mis spontanément à écouter le psaume Kommer hid, I piger smaa (Viens ici, petites filles). La tradition est toujours maintenue dans les lycées populaires danois aujourd'hui.
C'est à son initiative que le dolmen Grundtvig, qui portera plus tard son nom, a été l'un des premiers monuments préhistoriques du Danemark à être placé sous protection.

## Postérité

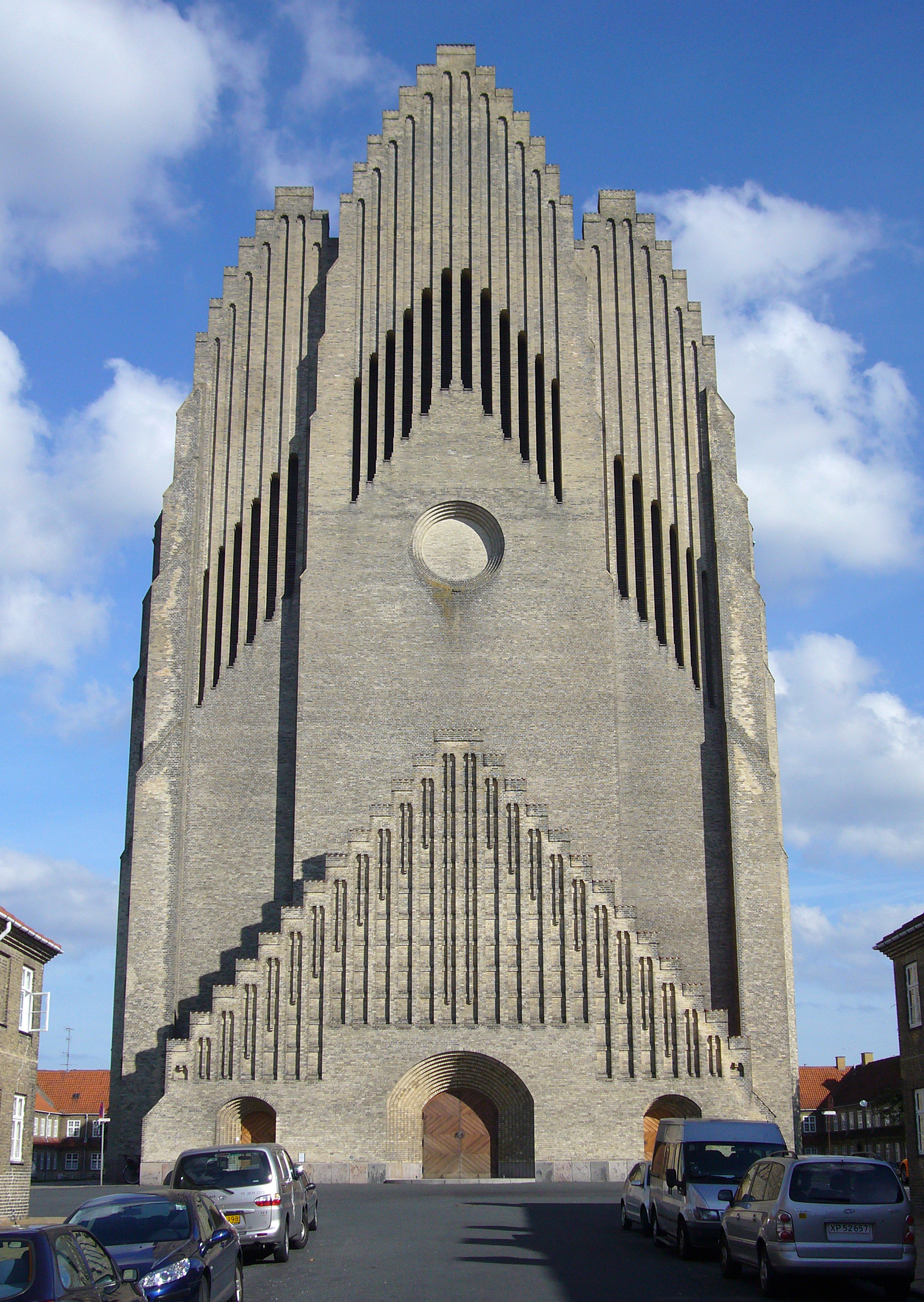
L'église de Grundtvig à Copenhague.

- L'église de Grundtvig dans le quartier de Copenhague à Bispebjerg a été conçue par l'architecte danois Peder Vilhelm Jensen-Klint en mémoire de Grundtvig. Construite en briques jaunes dans un style expressionniste néo-gothique, elle a été achevée en 1940.
- L'école secondaire internationale Grundtvig (en) au Nigeria porte également son nom. Il s'agit d'une école secondaire mixte indépendante.
- Son hymne De Levendes Land a été choisi en 2006 pour figurer dans les Lyrikantologi qui font partie de la section Littérature du "canon culturel" danois (Kulturkanon)[26].
- Le "Forum Grundtvigien" est situé à Vartov, dans le centre de Copenhague. Fondé en 1898, il s'agit d'un mouvement religieux ayant pour toile de fond les idées de Grundtvig.

## Ouvrage
- L'école pour la vie  (trad. du danois), Paris, Vrin, coll. « Philosophie de l'éducation », 2018, 240 p. (ISBN 978-2-7116-2830-8)

### En français
- P. Grouix, « Grundtvig, figure majeure de la pédagogie européenne », Soleo, magazine de l'Agence Europe-Éducation-Formation France no 26, 2011, p. 18-19.
- Erica Simon, Réveil national et culture populaire en Scandinavie : la genèse de la « Hoejskole nordique » 1844-1878, thèse de doctorat d'État, Gyldendal, Copenhague, 1960, 770 pages (avec illustr.). Cette remarquable thèse écrite en français, et agréablement publiée, est sans doute l'ouvrage le plus important dans une langue francophone consacré à Nikolai F. Grundtvig et à l'ensemble du courant pédagogique qu'il représente.

### En danois
- (da) Finn Abrahamowitz, Grundtvig : Danmark til lykke, Copenhague, Høst & Søns Forlag, 2000, 413 p. (ISBN 87-14-29612-8).
- Arthur Macdonald Allchin, NFS Grundtvig, Århus, Århus University Press, 1997 (ISBN 87-7288-656-0).
- (da) Ebbe Kløvedal Reich, Solskin og Lyn — Grundtvig og hans sang til livet, Copenhague, Forlaget Vartov, 2000, 248 p. (ISBN 87-87389-00-2).
- Steen Johansen, Bibliografi over NFS Grundtvigs Skrifter 1–4, Copenhague, Gyldendal, 1948–1954.

### En anglais
- AM Allchin, NFS Grundtvig. An Introduction to his Life and Work [« NFS Grundtvig. Une Introduction à sa vie et à son œuvre »], Londres, Darton, Longman & Todd, 1998 (ISBN 87-7288-656-0). C'est le principal ouvrage de référence sur Grundtvig en anglais.